# Il barbiere di Siviglia (Rossini)
Il barbiere di Siviglia è un'opera buffa di Gioachino Rossini in due atti, su libretto di Cesare Sterbini, tratto dalla commedia omonima francese di Pierre Beaumarchais del 1775.
L'opera fu commissionata a Rossini da Francesco Sforza Cesarini, impresario del teatro di patrocinio della sua famiglia, l'attuale Teatro Argentina di Roma, fatto erigere nel 1732 da suo nonno Giuseppe Sforza. Nel dicembre del 1815, Francesco Sforza Cesarini si accordò con l'allora ventitreenne Gioachino Rossini perché scrivesse un'opera musicale di carattere gioioso e scherzoso, che dovesse rappresentarsi al successivo Carnevale 1816.
Mancavano pochi giorni alla rappresentazione, quando il 16 febbraio 1816 Sforza Cesarini morì d'infarto. Nonostante ciò, la prima dell'opera rossiniana andò in scena come previsto il 20 febbraio al Teatro di Torre Argentina (odierno Teatro Argentina), con il titolo Almaviva, o sia L'inutile precauzione (in segno di rispetto nei confronti del Barbiere di Siviglia di Giovanni Paisiello del 1782).
L'opera fu soffocata da una tempesta di proteste: nel pubblico si trovavano infatti molti sostenitori del 'vecchio' maestro Paisiello, i quali volevano far fallire l'opera.
Tuttavia la serata successiva la seconda rappresentazione fu un clamoroso trionfo e l'opera di Rossini oscurò ben presto quella di Paisiello, divenendo non solo la più famosa del compositore pesarese, ma anche l'opera buffa per antonomasia. Ancora nel 1905, il celebre tenore Angelo Masini decise di chiudere la propria carriera con Il barbiere di Siviglia.
L'opera è ancora oggi tra quelle maggiormente eseguite nei teatri di tutto il mondo; è famosa anche per l'ouverture, una delle più note di Rossini.

## Personaggi e primi interpreti
| ruolo               | tipologia vocale | cast della prima, 20 febbraio 1816 (direzione: Gioachino Rossini) |
| ------------------- | ---------------- | ----------------------------------------------------------------- |
| Il Conte d'Almaviva | tenore           | Manuel García                                                     |
| Bartolo             | basso            | Bartolomeo Botticelli                                             |
| Rosina              | contralto        | Geltrude Righetti Giorgi                                          |
| Figaro              | baritono         | Luigi Zamboni                                                     |
| Basilio             | basso            | Zenobio Vitarelli                                                 |
| Berta               | soprano          | Elisabetta Loyselet                                               |
| Fiorello            | basso            | Paolo Biagelli                                                    |

## Trama

### Atto I
Il Conte d'Almaviva è innamorato di Rosina, che abita nella casa del suo anziano tutore Don Bartolo, a sua volta segretamente intenzionato a sposarla. Il conte chiede a Figaro, barbiere della città, di aiutarlo a conquistare il cuore della ragazza, alla quale ha dichiarato il suo amore dicendo d'esser Lindoro. Figaro consiglia al conte di assumere un'altra identità fingendosi un giovane ufficiale, e di presentarsi in casa di Don Bartolo, così da poter parlare con Rosina. Don Basilio, il maestro di musica della ragazza, sa della presenza del Conte d'Almaviva a Siviglia e suggerisce a Don Bartolo di calunniarlo per sminuirne la figura, ma Don Bartolo vuole accelerare i tempi e si prepara a scrivere l'atto di nozze tra lui e Rosina. Figaro, che ha inteso tutto, lo comunica alla ragazza e la esorta a scrivere un biglietto a Lindoro; ma Rosina lo ha già scritto e lo consegna al barbiere, affinché questi lo consegni a Lindoro. Più tardi Don Bartolo, accorgendosi che Rosina ha scritto un biglietto, la rimprovera.
Secondo i piani, il Conte d'Almaviva irrompe nella casa di Don Bartolo travestito da soldato ubriaco, ma crea una tale confusione da provocare l'intervento dei gendarmi; quando però il conte si fa riconoscere dall'ufficiale, i soldati si mettono sull'attenti, lasciando Don Bartolo esterrefatto.

### Atto II
Don Bartolo comincia a nutrire sospetti sulla vera identità del giovane ufficiale. Giunge il sedicente maestro di musica Don Alonso (in realtà sempre il conte, questa volta sotto le mentite spoglie di un maestro di musica), affermando di essere stato inviato da Don Basilio, rimasto a casa febbricitante, per sostituirlo nella lezione di canto a Rosina. Per guadagnare la fiducia del tutore, il finto Don Alonso gli mostra il biglietto che Rosina gli aveva mandato. Nel frattempo giunge Figaro con il compito di fare la barba al padrone di casa. Arriva anche Don Basilio, e il suo arrivo genera la confusione più totale, ma qualche danaro da parte del conte lo fa allontanare: questo rende Don Bartolo sospettoso e, seppur Figaro faccia di tutto per distrarlo, questi, udendo parte del dialogo tra Rosina e il suo innamorato, caccia di casa Figaro ed il conte.
Don Bartolo mette in pratica il consiglio di Don Basilio (la calunnia) e fa credere a Rosina che Lindoro non sia altro che un emissario del conte che voglia prendersi gioco di lei; la fanciulla, amareggiata, acconsente alle nozze con il suo tutore, che prontamente fa chiamare il notaio. In quel momento arriva anche Don Basilio, mentre con una scala Figaro e il conte entrano in casa dalla finestra e raggiungono Rosina. Finalmente il conte rivela la propria identità, per chiarire la situazione e convincere la fanciulla della sincerità del suo amore.
Don Bartolo ha però fatto rimuovere la scala e i tre complici si trovano senza via di fuga. In quel momento sopraggiunge il notaio, chiamato a redigere il contratto delle nozze tra Don Bartolo e Rosina. Approfittando dell'assenza temporanea del tutore, il conte chiede a Figaro e a Don Basilio (previa congrua ricompensa) di fare da testimoni e inserire nel contratto il nome suo al posto di quello di Don Bartolo. Giunto troppo tardi, a quest'ultimo resta la magra consolazione di aver risparmiato la dote per Rosina, che il Conte d'Almaviva rifiuta. Gli amanti coronano dunque il loro sogno.

## Struttura dell'opera

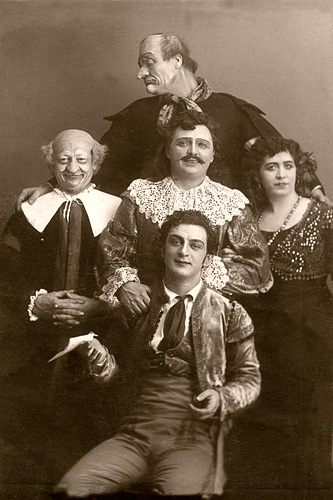
Rappresentazione del 15 novembre 1913 al Teatro Bol'šoj di Mosca. (In alto, il celebre basso Fëdor Ivanovič Šaljapin)

- Ouverture (Mi maggiore)

### Atto I
- 1 Introduzione
  - Coro Piano, pianissimo (Fiorello, Conte, Coro)
  - Cavatina Ecco, ridente in cielo (Conte)
  - Seguito dell'introduzione (Recitativo) Ehi, Fiorello?... (Conte, Fiorello, Coro)
- 2 Cavatina Largo al factotum (Figaro)
- 3 Canzone Se il mio nome saper voi bramate (Conte)
- 4 Duetto All'idea di quel metallo (Figaro, Conte)
- 5 Cavatina Una voce poco fa (Rosina)
- 6 Aria La calunnia è un venticello (Basilio)
- 7 Duetto Dunque io son... tu non m'inganni? (Rosina, Figaro)
- 8 Aria A un dottor della mia sorte (Bartolo)
- 9 Finale I
  - Ehi di casa... buona gente... (Conte, Bartolo)
  - Signori miei (Figaro)
  - La Forza! (Tutti, Ufficiale, Coro)
  - Guarda don Bartolo (Rosina, Conte, Berta, Figaro)
  - Stretta (Tutti, Ufficiale, Coro)

### Atto II
- 10 Duetto Pace e gioia sia con voi (Conte, Bartolo)
- 11 Aria Contro un cor che accende amore (Rosina)
- 12 Arietta Quando mi sei vicina (Bartolo)
- 13 Quintetto Don Basilio!... (Rosina, Conte, Figaro, Bartolo, Basilio)
- 14 Aria Il vecchiotto cerca moglie (Berta)
- 15 Temporale
- 16 Terzetto Ah! qual colpo inaspettato (Rosina, Conte, Figaro)
- 17 Recitativo strumentato Il Conte!... ah, che mai sento!... (Conte, Bartolo)
- 18 Aria Cessa di più resistere (Conte, Coro)
- 19 Finaletto II Di sì felice innesto (Tutti, Coro)

## Arie alternative

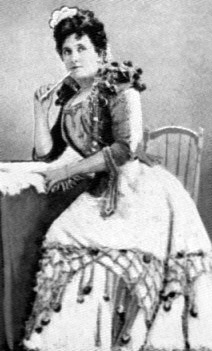
Nellie Melba come Rosina (primi anni venti)

- 8b Aria (al posto di A un dottor della mia sorte) Manca un foglio (Bartolo) composta da Pietro Romani
- 11b Aria (al posto di Contro un cor che accende amore) La mia pace, la mia calma (Rosina)
- 14b Aria (posta prima del temporale) Ah, s'è ver, in tal momento (Rosina - composta per Joséphine Fodor, interprete del ruolo a Venezia nel 1819)
- Per la replica al Teatro Contavalli di Bologna nell'estate del 1816, Rossini, su suggerimento di Geltrude Righetti-Giorgi, riadattò l'aria Cessa di più resistere per il personaggio di Rosina (interpretata proprio dalla Righetti-Giorgi).

## Auto-imprestiti
- L'ouverture dell'opera proviene dall'Aureliano in Palmira, riutilizzata poi anche nell'Elisabetta, regina d'Inghilterra
- L'introduzione Piano pianissimo proviene dal Sigismondo (Introduzione seconda In segreto a che ci chiama)
- La serenata Ecco, ridente in cielo proviene dall'Aureliano (Coro Sposa del grande Osiride)
- La cabaletta Io sono docile proviene dall'Elisabetta (Cabaletta Questo cor ben lo comprende)
- L'aria Ah il più lieto e più felice sarà riutilizzata ne Le nozze di Teti e Peleo (Aria Ah, non potrian resistere) e nell'opera La Cenerentola (Aria Non più mesta accanto al fuoco)

## Brani celebri
- Ouverture

### Atto I
- 2 Cavatina Largo al factotum (Figaro)
- 5 Cavatina Una voce poco fa (Rosina)
- 6 Aria La calunnia è un venticello  (Basilio)
- 8 Aria A un dottor della mia sorte (Bartolo)
- 9 Stretta del Finale I A Mi par d'esser con la testa (Tutti)

### Atto II
- 14 Aria Il vecchiotto cerca moglie (Berta)
- 15 Temporale
- 16 Terzetto Ah! qual colpo inaspettato (Rosina, Conte, Figaro)

## Organico orchestrale
La partitura di Rossini prevede l'utilizzo di:
- 2 flauti (anche ottavini), 1 oboe (2 oboi solo nella Sinfonia), 2 clarinetti, 2 fagotti
- 2 corni, 2 trombe, (1/3 tromboni mai previsti in partitura da Rossini ma entrati in uso nella prassi esecutiva tradizionale)
- timpani (solo nella Sinfonia), grancassa, sistri
- chitarre (Non arpe come nella prassi esecutiva tradizionale)
- macchina del vento
- archi.

Per i recitativi secchi:
- basso continuo: clavicembalo (violoncello e contrabbasso ad libitum)

## Edizione critica
L'edizione critica maggiormente diffusa è stata curata da Alberto Zedda e pubblicata da Ricordi nel 1969.

## Incisioni discografiche (parziale)
| Anno | Cast (Figaro, Rosina, Almaviva, Bartolo, Basilio)                                              | Direttore           | Etichetta           |
| ---- | ---------------------------------------------------------------------------------------------- | ------------------- | ------------------- |
| 1929 | Riccardo Stracciari, Mercedes Capsir, Dino Borgioli, Salvatore Baccaloni, Vincenzo Bettoni     | Lorenzo Molajoli    | Columbia            |
| 1952 | Gino Bechi, Victoria de los Ángeles, Nicola Monti, Melchiorre Luise, Nicola Rossi-Lemeni       | Tullio Serafin      | His Master's Voice  |
| 1956 | Tito Gobbi, Maria Callas, Luigi Alva, Melchiorre Luise, Nicola Rossi-Lemeni                    | Carlo Maria Giulini | Cetra               |
|      | Ettore Bastianini, Giulietta Simionato, Alvinio Misciano, Fernando Corena, Cesare Siepi        | Alberto Erede       | Decca               |
| 1957 | Tito Gobbi, Maria Callas, Luigi Alva, Fritz Ollendorf, Nicola Zaccaria                         | Alceo Galliera      | EMI                 |
| 1958 | Robert Merrill, Roberta Peters, Cesare Valletti, Fernando Corena, Giorgio Tozzi                | Erich Leinsdorf     | RCA                 |
| 1960 | Nicola Monti, Gianna D'Angelo, Renato Capecchi, Giorgio Tadeo                                  | Bruno Bartoletti    | Deutsche Grammophon |
| 1962 | Sesto Bruscantini, Victoria de los Ángeles, Luigi Alva, Ian Wallace, Carlo Cava                | Vittorio Gui        | EMI                 |
| 1964 | Manuel Ausensi, Teresa Berganza, Ugo Benelli, Fernando Corena, Nicolai Ghiaurov                | Silvio Varviso      | Decca               |
| 1969 | Domenico Trimarchi, Teresa Berganza, Ugo Benelli, Alfredo Mariotti, Paolo Montarsolo           | Ettore Gracis       | Mondo Musica        |
| 1969 | Piero Cappuccilli, Margherita Guglielmi, Antonio Cucuccio, Giuseppe Valdengo, Silvano Pagliuca | Giacomo Zani        | Supraphon           |
| 1971 | Hermann Prey, Teresa Berganza, Luigi Alva, Enzo Dara, Paolo Montarsolo                         | Claudio Abbado      | Deutsche Grammophon |
| 1975 | Sherrill Milnes, Beverly Sills, Nicolai Gedda, Renato Capecchi, Ruggero Raimondi               | James Levine        | EMI                 |
| 1982 | Leo Nucci, Marilyn Horne, Paolo Barbacini, Enzo Dara, Samuel Ramey                             | Riccardo Chailly    | Fonit Cetra         |
| 1982 | Thomas Allen, Agnes Baltsa, Francisco Araiza, Domenico Trimarchi, Robert Lloyd                 | Neville Marriner    | Decca               |
| 1988 | Leo Nucci, Cecilia Bartoli, William Matteuzzi, Enrico Fissore, Paata Burchuladze               | Giuseppe Patanè     | Decca               |
| 1992 | Plácido Domingo, Kathleen Battle, Frank Lopardo, Lucio Gallo, Ruggero Raimondi                 | Claudio Abbado      | Deutsche Grammophon |
| 2005 | Pietro Spagnoli, María Bayo, Juan Diego Flórez, Bruno Praticò, Ruggero Raimondi                | Gianluigi Gelmetti  | Decca               |
| 2008 | Roberto Frontali, Rinat Shaham, Francesco Meli, Bruno de Simone, Giovanni Furlanetto           | Antonino Fogliani   | Dynamic             |

## DVD e Blu-ray (parziale)
- Barbiere di Siviglia - Abbado/Prey/Alva/Berganza/Dara, regia Jean-Pierre Ponnelle, 1972 Deutsche Grammophon
- Barbiere di Siviglia - Weikert/Nucci/Blake/Battle/Dara, 1989 Deutsche Grammophon
- Barbiere di Siviglia - Gelmetti/Spagnoli/Flórez/Bayo/Praticò, regia Emilio Sagi, 2005 Decca
- Barbiere di Siviglia - Oren/Nucci/Machaidze/Korchak, regia Hugo de Ana, 2018 Bel Air

## Adattamenti cinematografici
L'opera di Rossini è stata oggetto di numerosi adattamenti per il cinema e la televisione.
In particolare si ricorda qui il film del 1946 girato dal regista Mario Costa, con Ferruccio Tagliavini nel ruolo di Almaviva e Tito Gobbi in quello di Figaro, interpretato nuovamente da Gobbi nel 1955 in Figaro, il barbiere di Siviglia di Camillo Mastrocinque. Un'altra edizione storica è quella del 1972 diretta da Claudio Abbado, per la regia televisiva di Jean-Pierre Ponnelle, con Hermann Prey, Teresa Berganza, Luigi Alva, Enzo Dara, Paolo Montarsolo e con l'Orchestra e il Coro del Teatro alla Scala di Milano.